# Cabo da Esperança

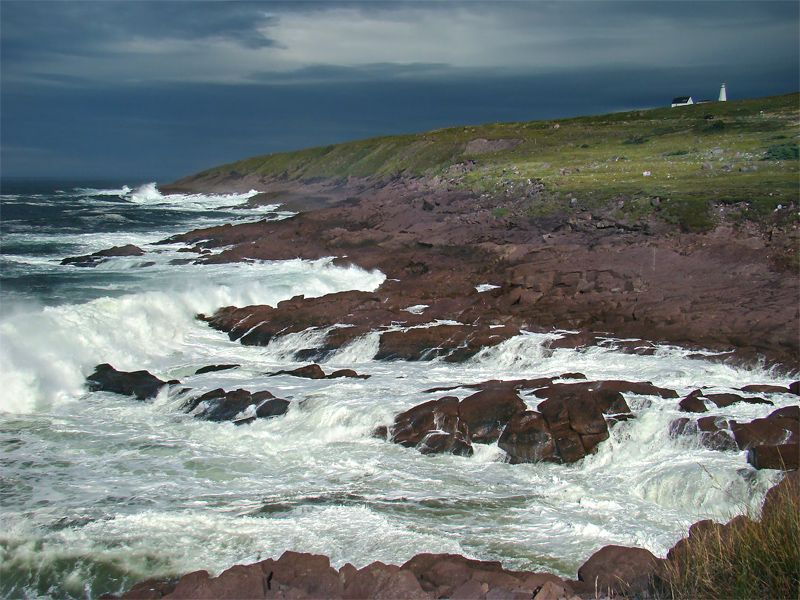
Paisagem do Cabo da Esperança (Cabo Spear)

O Cabo da Esperança em inglês:  Cape Spear, em francês:  Cap d'Espoir), localizado na  península de Avalon perto de St. John's (Terra Nova), é o ponto mais oriental do Canadá (52°37'W) e o mais oriental da América do Norte se se excluir a Gronelândia (ver Nordostrundingen) e as parte do Alasca a oeste do meridiano 180 (ver ilha Semisopochnoi). O cabo da Esperança fica perto de Blackhead, parte da cidade de St. John's, apenas a 3 km de distância. O cabo é normalmente tido por muitos como o local mais oriental da América do Norte. Está mais próximo de Paris (c. 4000 km) do que de Vancouver (a 5020 km).
Foram os navegadores Portugueses que chamaram ao local "Cabo da Esperança", dado origem aos nomes "Cap d'Espoir" em francês e "Cape Spear" em inglês.